# Јужни дугоноси оклопник
Dasypus hybridus је сисар из реда Cingulata. 

## Угроженост
Ова врста је на нижем степену опасности од изумирања, и сматра се скоро угроженим таксоном.

## Распрострањење
Ареал врсте је ограничен на мањи број држава. 
Врста има станиште у Бразилу, Аргентини, Парагвају и Уругвају.

## Станиште
Станишта врсте су шуме и травна вегетација. 